# محمد بن أبي بكر الثقفي
محمد بن أبي بكر بن على بن عطاء بن مقدم أبو عبد الله الثقفي البصري أحد رواة الحديث النبوي، من الطبقة العاشرة بعد تابعي التابعين، والد أَحْمَد بْن مُحَمَّد بْن أَبي بَكْر المقدمي الْقَاضِي، وأخو عَبد الله بْن أَبي بَكْر المقدمي، وابْن عم مُحَمَّد بْن عُمَر بْن علي المقدمي، وتوفي في البصرة عام 234 هـ، وقد قارب الثمانين سنة.

## روايته للحديث النبوي
- روى عن: إسماعيل بن علية، وبشر بن المفضل، وحرمي بْن عُمَارَة، وحماد بن زيد، وأبي الأسود حميد بن الأَسْوَد، وخالد بن الحارِث، وسَعِيد بْن سلمة بْن أَبي الحسام المديني، وسَعِيد بْن عَامِر الضبعي، وأبي داود سُلَيْمان بْن داود الطيالسي، وعباد بْن عباد المهلبي، وعبد الرحمن بن مهدي، وعبد الصمد بن عبد الوارث، وأَبِي ثَابِت عبد الواحد بْن ثَابِت الباهلي، وعبد الواحد بن زِيَادٍ، وعبد الوهاب بن عَبد المجيد الثقفي، وثمام بْن علي العامري، وعمه عُمَر بْن علي المقدمي، وفضيل بْن سُلَيْمان النميري، ومُحَمَّد بْن عُثْمَان بْن سيار القرشي، ومعتمر بن سليمان، وهريم بن عُثْمَان الطفاوي، وأَبِي عوانة الوضاح بن عبد الله اليشكري، ووكيع بن محرز الناجي، ووهب بْن جَرِير بْن حازم، ويحيى بن سعيد القطان، ويزيد بن زريع، ويزيد بْن عَبد اللَّهِ أَبِي خَالِد البيسري، ويزيد بن هارون، وأَبِي معشر يوسف بْن يَزِيد البراء، ويوسف بن يعقوب الماجشون.
- روى عنه: محمد بن إسماعيل البخاري، ومسلم بن الحجاج، وإبراهيم بْن مُحَمَّد بْن الْحَارِثِ بن نائلة الأصبهاني، وإبراهيم بْن هاشم الْبَغَوِيّ، وأَبُو بَكْر أَحْمَد بن علي بن سَعِيد القاضي الْمَرْوَزِيّ، وأبو يعلى الموصلي، وأبو بكر أحمد بْن عَمْرو بْن أبي عاصم، وأحمد بْن مُحَمَّد بْن أنس البغدادي القربيطي، وأَحْمَد غَيْر منسوب. قيل: إنه ابْن سيار الْمَرْوَزِيّ، وإسماعيل بن إسحاق القاضي، والحسن بْن سُفْيَان النَّسَائي، وحماد بْن إِسْحَاقَ القاضي، وعبد الله بن أحمد بن حنبل، وأبو زرعة الرازي، وأبو حاتم الرازي، ويوسف بن يعقوب الْقَاضِي.[2]
- الجرح والتعديل: وثّقه أبو زرعة الرازي وابن حجر العسقلاني، وقال يحيى بن معين: «صدوق»، وقال أبو حاتم الرازي: «صالح الحديث، محله الصدق»، ورَوَى لَهُ النسائي.[2]